# Gamma Canis Minoris
Gamma Canis Minoris (γ CMi / γ Canis Minoris) é uma estrela binária espectroscópica na constelação de Canis Minor.